# Lockheed SR-71
Lockheed SR-71, neuradno poznan kot Blackbird (slovensko črna ptica oz. kos), je bilo izvidniško letalo dolgega dosega in najvišjo hitrostjo 3,2 Mach, kar ga uvršča med najhitrejša letala. Zaradi visoke hitrosti je bilo letalo praktično nedosegljivo za prestreznike in protiletalsko orožje. Posadke so ga imenovale tudi Habu (po posebni vrsti gadov, na katere je oblika letala spominjala Japonce na Okinavi, kjer so bila nameščena letala SR-71.
Letalo je bilo razvito na bazi Lockheedovih YF-12A in A-12 v obratih Skunk Works, ki so odgovorni tudi za razvoj vohunskega letala U-2. Zgrajenih je bilo 32 letal tega tipa, od tega pa jih je bilo kar 12 uničenih v različnih nesrečah. SR-71 je letelo od leta 1964 do leta 1988. Vojno letalstvo ZDA je nekaj primerkov obdržalo v uporabi vse do leta 1998, uporabnik tega letala pa je bla do leta 2001 tudi NASA. 
Za številnimi oblikovalskimi rešitvami in naprednimi koncepti se skriva legendarni Clarence »Kelly« Johnson. Letalo SR-71 je 1. septembra 1974 postavilo uradni hitrostni svetovni rekord, ki velja še danes: razdaljo med New Yorkom in Londonom je preletelo v 1 uri, 54 minutah in 56,4 sekundah.

## Ozadje
SR-71 je nastal v šestdesetih letih 20. stoletja kot odgovor ameriškega predsednika Johnsona, ki so mu nasprotniki očitali zanemarjanje vlaganja v nova orožja, s katerimi bi parirali Sovjetski zvezi. Johnson je oznanil razvoj novega prestreznika YF-12A in izvidniškega letala. Obe letali sta bili izpeljanki takrat še tajnega izvidniškega letala A-12, ki ga je uporabljala CIA. Prestrezniška verzija je sicer bila razvita, vendar nikoli uvedena v operativno uporabo.

## Zasnova SR-71
Zaradi visoke hitrosti so se morali konstruktorji letala SR-71 spopasti z visokimi temperaturami (okrog 300 °C), nastalimi kot posledica udarnega vala. Zaradi tega so za izdelavo trupa morali izbrati titan, ki so ga po različnih skrivnih poteh uspeli dobiti iz Sovjetske zveze. Površina je bila dodatno pobarvana s temno barvo, kar je povečalo oddajanje toplote s toplotnim sevanjem, najbolj kritični deli pa so bili podloženi še z azbestom. Deli ohišja so bili spojeni bolj ohlapno, da ob toplotnem raztezanju ni prišlo do notranjih napetosti. 
Uporabljeno gorivo je imelo oznako JP-7, ki ima za razliko od običajnega kerozina višje plamenišče in je bilo razvito posebej za uporabo v SR-71, kjer je bilo izpostavljeno povišani temperaturi. To gorivo je poleg tega služilo še kot medij za hlajenje notranjosti letala, pilotske kabine in letalskih sistemov. Ker se to gorivo težje vžge, je bil poleg goriva v motor ob zagonu in uporabi dodatnega zgorevanja vbrizgan trietil boran, ki se samodejno vžge na zraku in s tem ustvari zadostno temperaturo za vžig goriva.
Pred motorja so bile nameščene konice in posebne lopute, ki so odpirale ali zapirale vstopno odprtino v odvisnosti od hitrosti in s tem omogočile nemoteno delovanje motorjev od nizkih do najvišjih hitrosti. Ob najvišji hitrosti sta motorja delovala pretežno po načelu potisne cevi (ramjet).
SR-71 je bil tudi prvo letalo, kjer so z zasnovo skušali doseči zmanjšanje radarske opaznosti. V ta namen so vertikalne krmilne površine nagnili navznoter, sprednji del trupa pa je bil ob bokih zaključen z ostrimi robovi, ki se v nekoliko spremenjeni obliki še danes uporabljajo pri načrtovanju letal z zmanjšano radarsko opaznostjo (stealth). Poleg tega so ti robovi povečali vzgon letala, kar je prineslo občutno izboljšanje stabilnosti in vodljivosti. Kljub vsem ukrepom pa je bilo letalo še vedno precej opazno za radarje, kar potrjuje dejstvo, da je protiletalska obramba na letala dostikrat streljala, vendar so bila slednja zaradi visoke hitrosti neranljiva.
Izvidniška oprema je obsegala običajno in IR kamero z visoko resolucijo, po potrebi pa je bilo moč dodati še SAR, opremo za zajem in analizo elektronskih in radijskih signalov (ELINT) in različne obrambne sisteme za opozarjanje in motenje nasprotnikovih radarjev.